# Roberto Andò
Roberto Andò (Palermo, 11 gennaio 1959) è un regista, sceneggiatore, scrittore, saggista e direttore artistico italiano.

## Biografia
La sua formazione ha radici nella letteratura (centrale il suo rapporto d'amicizia con Leonardo Sciascia - suo mentore - che lo spinge a scrivere, introducendolo nel mondo delle collaborazioni giornalistiche) e nel cinema, dove più tardi compirà il suo apprendistato facendo da assistente a Francesco Rosi (che considera il suo maestro), Giacomo Battiato, Federico Fellini (E la nave va), Michael Cimino (Il siciliano), Francis Ford Coppola (Il padrino parte III).
Il suo esordio nella regia avviene a teatro, nel 1986, con uno spettacolo tratto da un testo inedito affidatogli da Italo Calvino, La foresta-radice-labirinto, una favola filosofica, messa in scena con i bozzetti di Renato Guttuso e la musica di Francesco Pennisi. Successivamente si dedica al documentario con Memory-Loss (1994), dedicato a Robert Wilson, e Per Webern – Vivere è difendere una forma (1996), entrambi presentati alla Mostra del cinema di Venezia. Negli anni dal 1990 al 1995 ricopre il ruolo di direttore artistico delle Orestiadi di Gibellina e dal 1995 al 2000 del Festival di Palermo sul Novecento.
Nel 1995 presenta, sempre alla Mostra del cinema di Venezia, il suo primo lungometraggio Diario senza date; ambientato a Palermo, il film, inizialmente commissionato da Rai Tre come un reportage, mescola saggio, documentario e finzione, ricercando nelle confessioni di personaggi veri e d'invenzione la chiave per penetrare la città e i suoi misteri. Accanto al protagonista Bruno Ganz e agli attori Lorenza Indovina, Moni Ovadia, Franco Scaldati, compaiono nel film gli scrittori Leonardo Sciascia, Vincenzo Consolo, Michele Perriera e Gianni Riotta, e i magistrati Roberto Scarpinato, Erminio Amelio, Ignazio De Francisci. Il film piace molto al regista Giuseppe Tornatore, che propone ad Andò di produrre il suo vero esordio nel cinema. Nasce così Il manoscritto del Principe, interpretato da Michel Bouquet, Jeanne Moreau, Paolo Briguglia, Giorgio Lupano, Leopoldo Trieste. Uscito in sala nel 1999, il film è incentrato sugli ultimi quattro anni di vita di Giuseppe Tomasi di Lampedusa – gli anni in cui scriverà Il Gattopardo – e sul rapporto tormentato con il suo allievo Francesco Orlando, cui dedicò in quegli stessi anni un singolare corso di lingua e letteratura inglese e francese. Il film viene apprezzato dalla critica, e vince il Nastro d'argento come migliore produzione, il premio Fellini e il premio Sergio Leone per la regia, e la candidatura come miglior regista ai David di Donatello.
La sua attività cinematografica si alterna intanto alle molte regie d'opera e teatrali, tra le quali si distinguono quelle realizzate in sodalizio con Moni Ovadia, e quelle dedicate all'opera di Harold Pinter, con il quale stringe un legame d'amicizia che confluirà, oltre che nella messinscena di La stanza, Anniversario e Vecchi tempi (primo regista italiano a ricevere dall'autore i diritti dopo la contestata regia di Luchino Visconti), anche in un film dedicato allo scrittore premio Nobel, Ritratto di Harold Pinter, anch'esso presentato nel 1998 alla Mostra del Cinema di Venezia. Nel 2002 il Centro sperimentale di cinematografia gli affida la realizzazione di un documentario su Francesco Rosi, Il cineasta e il labirinto, che verrà presentato a Roma in Campidoglio in occasione degli 80 anni del regista napoletano.
Torna dietro la macchina da presa con Sotto falso nome, un noir ancora sul tema della scrittura e della creazione, interpretato da Daniel Auteuil, Anna Mouglalis, Greta Scacchi. Il film viene presentato nel 2004 come film di chiusura a Cannes alla Semaine de la Critique. Nel 2006, al Festival internazionale del film di Roma, presenta Viaggio segreto, tratto dal romanzo Ricostruzioni di Josephine Hart.
Ha pubblicato nel 2008 Diario senza date, un romanzo-saggio dedicato a Palermo. Nel 2012 pubblica Il trono vuoto, con cui vince il premio Campiello opera prima, e da cui, nell'anno successivo, trae il film Viva la libertà, con cui vince per la migliore sceneggiatura: il David di Donatello, il Nastro d'argento, il Ciak d'oro e viene candidato per la miglior regia e sceneggiatura ai Globo d'oro.
Nel 2014 diviene direttore didattico della sezione documentario del Centro sperimentale di cinematografia.
Ha ricevuto il premio Flaiano per la regia di Una storia senza nome, in occasione dei premi Flaiano 2019. Per la stagione 2020-2021 ha allestito Piazza degli eroi di Thomas Bernhard, di cui la prima italiana - inizialmente prevista il 9 dicembre 2020 - è stato trasmessa da Rai 5 il 23 gennaio 2021.
Nel 2022 dirige la miniserie TV Solo per passione - Letizia Battaglia fotografa, ed è regista e sceneggiatore del film La stranezza, che racconta la genesi del pirandelliano Sei personaggi in cerca d'autore, con protagonisti Toni Servillo e il duo Ficarra e Picone.

## Vita privata
Nel 1988 è nata a Palermo sua figlia Giulia, attrice.

## Filmografia

### Regista

#### Cinema
- Diario senza date (1995)
- Il manoscritto del Principe (2000)
- Sotto falso nome (2004)
- Viaggio segreto (2006)
- Viva la libertà (2013)
- Le confessioni (2016)
- Una storia senza nome (2018)
- Il bambino nascosto (2021)
- La stranezza (2022)
- L'abbaglio (2025)

#### Televisione
- Solo per passione - Letizia Battaglia fotografa – miniserie TV (2022)

#### Teatro
- Conversazione su Tiresia (2018)

### Sceneggiatore
- For Webern (1996)
- Il manoscritto del Principe (2000)
- Sotto falso nome (2004)
- Viva la libertà (2013)
- Le confessioni (2016)
- Una storia senza nome (2018)
- Il bambino nascosto (2021)
- La stranezza (2022)
- L'abbaglio (2025)

## Spettacoli

### Regie teatrali
- La Foresta – radice-labirinto, da Italo Calvino e Andrea Zanzotto (1986)
- Dialoghi, da Jean Genet e Tahar Ben Jelloun (1989)
- La sabbia del sonno di Roberto Andò (1990)
- Frammenti sull’Apocalisse di Roberto Andò, Daniele Abbado, Nicola Sani (1994)
- Diario ironico dall’esilio di Roberto Andò e Moni Ovadia (1995)
- Il caso Kafka di Roberto Andò e Moni Ovadia (1997)
- La stanza e Anniversario di Harold Pinter (2001)
- Vecchi tempi di Harold Pinter(2003)
- Le storie del signor Keuner di Bertolt Brecht (2006)
- Natura morta per i diritti umani, da Paul Auster, Peter Weiss, Umberto Eco, Jean Baudrillard, Elias Canetti (2007)
- La notte delle lucciole, da Leonardo Sciascia (2008)
- Proprio come se nulla fosse avvenuto, da Anna Maria Ortese (2008)
- Il Dio della carneficina di Yasmina Reza (2009)
- Shylock, ovvero il mercante di Venezia in prova di Roberto Andò e Moni Ovadia, da William Shakespeare (2009)
- The Country di Martin Crimp (2012)
- Una storia senza nome di Andrea Camilleri (2018)
- Bella figura di Yasmina Reza (2018)
- Piazza degli eroi di Thomas Bernhard (2021)
- Ferito a morte di Raffaele La Capria (2022)
- Clitennestra di Colm Tóibín (2023)
- Sarabanda di Ingmar Bergman (2025)
- Elettra di Sofocle (2025)

### Regie liriche
- Esequie della Luna di Francesco Pennisi (1991)
- La madre invita a comer di Luis de Pablo (1993)
- Mittersill 101 di Giovanni Sollima (1996)
- Le Martyre de Saint Sébastien di Claude Debussy (1999)
- Norma di Vincenzo Bellini (2001)
- Il flauto magico di Wolfgang Amadeus Mozart (2001)
- Tancredi di Gioachino Rossini (2002)
- Der Kaiser von Atlantis di Viktor Ullmann (2002)
- Kindertotenlieder di Gustav Mahler (2002)
- Il sopravvissuto di Varsavia di Arnold Schönberg (2002)
- L'olandese volante di Richard Wagner (2004)
- Sette storie per lasciare il mondo di Marco Betta (2006)
- Oedipus Rex di Igor' Fëdorovič Stravinskij (2007)
- Cavalleria rusticana di Pietro Mascagni (2007)
- L'Enfant et les sortilèges di Maurice Ravel (2008)
- Il castello di Barbablù di Béla Bartók (2008)
- Die Winterreise di Franz Schubert (2009)

## Opere letterarie

### Romanzi
- Sotto falso nome, 2004, Ubulibri
- Diario senza date o della delazione, 2008, Gea Schirò
- Il trono vuoto, 2012, Bompiani
- Il bambino nascosto, 2020, La nave di Teseo
- Il coccodrillo di Palermo, 2025, La nave di Teseo

### Saggi
- Esilio controluce, 1992, Edizioni della Battaglia
- Il maestro e i porcospini, 1994, Edizioni della Battaglia
- Intorno a Viaggio segreto, 2006, Contrasto
- Shylock. Prove di sopravvivenza (per ebrei e non), 2010, Einaudi
- Il piacere di essere un altro, con Salvatore Ferlita, 2022, La nave di Teseo

## Riconoscimenti
- David di Donatello
  - 2001 - Candidatura al miglior regista esordiente per Il manoscritto del Principe
  - 2013 - Candidatura al miglior film per Viva la libertà
  - 2013 - Miglior sceneggiatura per Viva la libertà
  - 2017 - Candidatura alla miglior sceneggiatura originale per Le confessioni
  - 2023 - Candidatura al miglior film per La stranezza
  - 2023 - Candidatura al miglior regista per La stranezza
  - 2023 - Miglior sceneggiatura originale per La stranezza
  - 2023 - Candidatura al David Giovani per La stranezza
  - 2024 - Premio “Funzione Gamma”, Istituto Italiano di Psicoanalisi di Gruppo IIPG.
- Ciak d'oro
  - 2013 - Migliore sceneggiatura per Viva la libertà[9]
- Globo d'oro
  - 2023 - Miglior regista per La stranezza